# Bezirk Wil
Der Bezirk Wil war bis Ende 2002 eine Verwaltungseinheit des Kantons St. Gallen in der Schweiz. Er entstand 1831 durch Aufteilung des bisherigen Bezirks Gossau in den Bezirk Wil und den „neuen“ Bezirk Gossau. Seit 2003 ist er ein Teil des Wahlkreises Wil.

## Die Gemeinden des ehemaligen Bezirks Wil
| Wappen             | Gemeindename       | PLZ       | Einwohner (31. Dezember 2023) | Fläche in km² | Einwohner pro km² |
| ------------------ | ------------------ | --------- | ----------------------------- | ------------- | ----------------- |
| Bronschhofen       | Bronschhofen       | 9552      | 4684                          | 13,17         | 356               |
| Niederbüren        | Niederbüren        | 9246      | 1497                          | 15,84         | 95                |
| Niederhelfenschwil | Niederhelfenschwil | 9527      | 3256                          | 16,37         | 199               |
| Oberbüren          | Oberbüren          | 9245      | 4660                          | 17,73         | 263               |
| Wil                | Wil                | 9475      | 19'857                        | 7,62          | 2606              |
| Zuzwil             | Zuzwil             | 9524      | 5026                          | 8,97          | 560               |
| Total (6)          | Total (6)          | Total (6) | 38’854                        | 79,70         | 488               |

Das Bundesamt für Statistik führte den Bezirk unter der BFS-Nr. 1714.